# Geografia da República do Congo
A República do Congo situa-se na parte centro-oeste da África subsariana, com uma pequena porção de costa no Oceano Atlântico. Cortado pela linha do Equador, o Congo tem clima quente e úmido. Cerca de 55% do território é coberto por florestas tropicais.
Ao sul e leste, é limitado pelo rio Congo e um dos seus afluentes, o rio Ubangui, sendo que as margens esquerdas de ambos os rios pertencem à República Democrática do Congo. As outras fronteiras do país são com o Gabão a oeste, os Camarões e a República Centro-Africana a norte e (Angola) a sudoeste. O Congo tem também uma curta costa atlântica.
A sua capital, Brazavile, situa-se nas margens do rio Congo, no sul do país, em frente de Quinxassa, a capital da R.D. do Congo.
O sudoeste do país é uma planície costeira, que é drenada principalmente pelo rio Kouilou-Niari. O interior consiste de um planalto central entre duas bacias, a norte e a sul.
O país conta com uma zona litorânea relativamente escassa, na qual se encontra a segunda cidade mais importante do país, Ponta Negra. Por outra parte, os territórios ao norte da capital Brazavile se encontram dominados por amplas extensões de selva. Neste sentido cabe destacar o Estado de Impfondo, o único dominado integramente pela selva. A cidade de selva mais importante é Ouésso.